# Engelbert Kremser

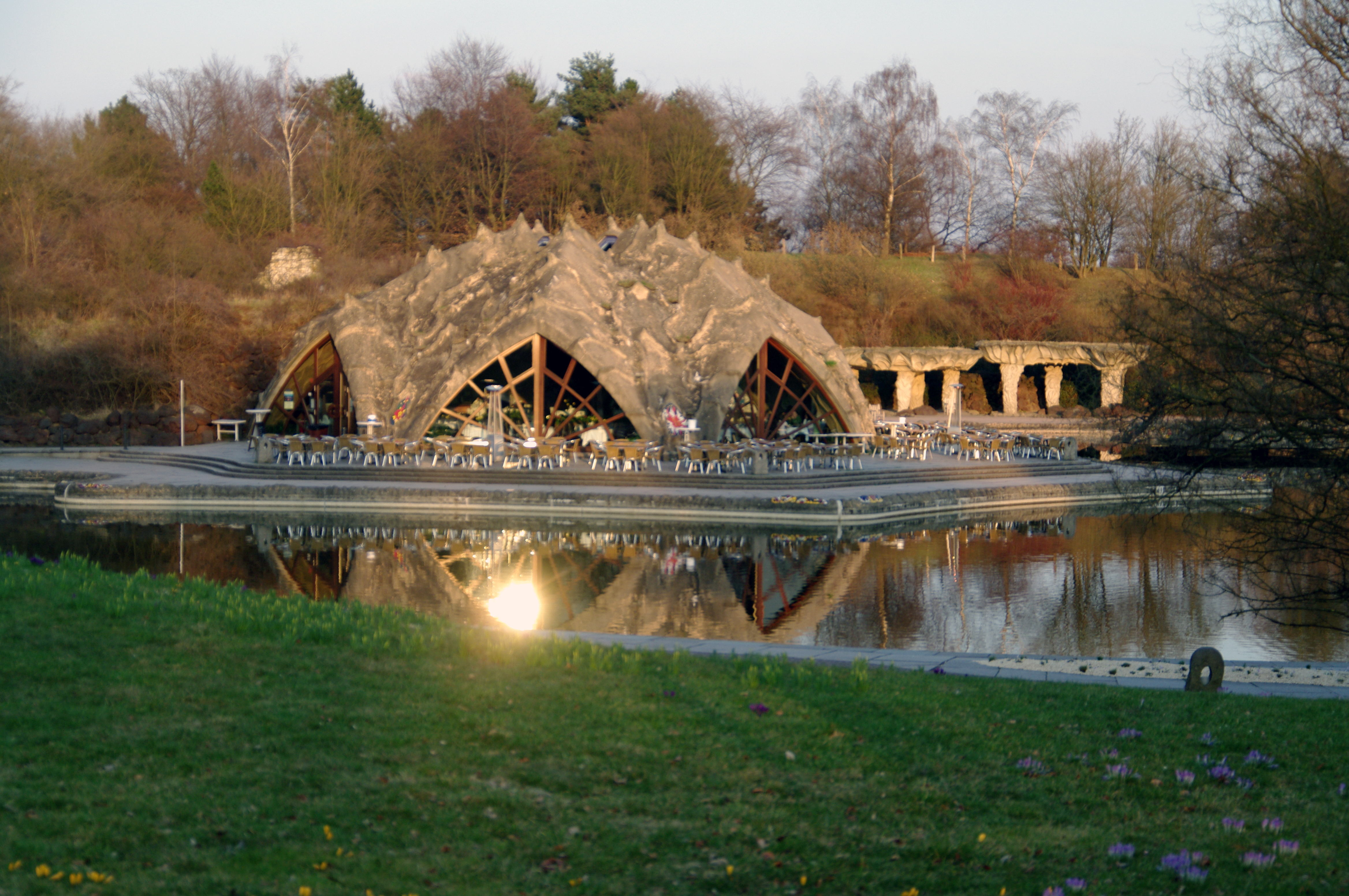
Café am See i Britzer Garten

Engelbert Kremser, född 1938 i Ratibor, Oberschlesien är en tysk målare och arkitekt. Kremser företräder den organiska arkitekturen och ses som skaparen av "Earthwork-arkitektur".
Kremser växte upp i Polen och studerade måleri 1948-1954 hos målaren Bolesław Juszczęć. 1956 flyttade han och familjen till Hannover och han studerade arkitektur 1957-1961 på Hannovers universitet och 1961-1965 på Technische Universität Berlin. Under sina studier arbetade han hos flera arkitektbyråer, bland annat hos Hans Scharoun som kom att påverka hans arkitekturstil. 1967 grundade han ett eget arkitektkontor och gjorde utställningen Erdarchitekturen 1968. Denna typ av jordarkitektur fortsatte han att utveckla, bland annat via ett stipendium av Akademie der Künste. Trots flera förespråkare som Frei Otto och Stefan Polónyi fick han inte ett forskningsstipendium. 1978 fick Kremser uppdraget att skapa byggnader för Berlins botaniska trädgård. 1983-1985 följde byggnader för Bundesgartenschau i Britzer Garten.